# Quartzites du Taunus
Pour les articles homonymes, voir Taunus (homonymie).
Les quartzites du Taunus ou quartzites de Sierck sont des quartzites, roches métamorphiques datées du Dévonien inférieur (pendant le Paléozoïque ou ère primaire). Elles forment l'axe de l'anticlinal du Hunsrück (Allemagne).
Elles apparaissent dans la vallée de la Sarre à Mettlach et en quelques affleurements isolés à Sierck-les-Bains, Montenach et Manderen en Moselle.
Il s'agit de sédiments déposés lors du Dévonien qui ont été transformés en raison d'augmentations de pression et de température lors d'événements tectoniques, comme les plissements du Carbonifère inférieur, de la superposition croissante de nouvelles strates, et des déplacements dans les dépôts rocheux.
« Les quartzites de Sierck, qui servent au pavage de nos rues, représentent les plus anciens dépôts marins connus dans la région. Les particules sédimentaires dont elles étaient originairement composées, sont devenues indiscernables, circonstance qui rappelle immédiatement à l'esprit leur antique origine, leur dépôt à une époque où l'écorce terrestre était encore peu épaisse, enfin l'énorme flux de chaleur auquel elles ont été soumises et qui a été assez puissant pour ramollir le quartz, leur unique élément. »

## Composition de la roche
Silice, oxydes et sels de fer, sels de chaux.